# Арватов, Борис Игнатьевич
Бори́с Игна́тьевич Арва́тов (22 мая (3 июня) 1896 — 14 июня 1940) — советский искусствовед, литературный, художественный и кинокритик, один из основателей и активных участников ЛЕФа.

## Биография и творчество
Родился 22 мая (3 июня) 1896 в Царстве Польском Российской империи. Часть источников местом рождения указывают Вержболово) Сувалкской губернии; «Краткая литературная энциклопедия» и «Большая российская энциклопедия» местом рождения указывают Вилковышки), где служил его отец — юрист, специалист по таможенному праву. Братья — Георгий (Юрий)(1898-1937) и Арватов Вадим Игнатьевич (1899-?).
Начал заниматься литературной деятельностью в 1912 году в Варшаве. Учился на физико-математическом факультете Петроградского университета.
Был эсером, товарищем председателя Тульского губкома ПСР. В 1917 году — делегат I съезда Советов и Учредительного собрания. 
Участвовал в гражданской войне в качестве комиссара на польском фронте. С 1919 года — член РКП(б). 
Активный теоретик и идеолог Пролеткульта. С 1922 года был одним из создателей и активных участников Левого фронта искусств (ЛЕФ). Разработчик «формально-социологического» метода литературоведения. Выдвигал лозунг «производственного искусства», то есть слияния искусства с производством материальных ценностей. Расходился с ортодоксальным марксизмом, считая искусство не надстройкой, а «особой системой труда», обладающей своей собственной техникой и экономикой; эти взгляды в значительной мере предвосхитили структурализм. 
С конца 1920-х годов, из-за возникшего в результате фронтовой контузии нервного заболевания, практически перестал заниматься литературной деятельностью. Покончил жизнь самоубийством 14 июня 1940 года.
Писатель М. Левидов назвал Арватова «Сен-Жюст авангарда».